# Registre national belge
Le Registre national belge est une base de données qui contient les données concernant l’identité de toutes les personnes résidant légalement en Belgique, ainsi que des Belges immatriculés auprès de consulats: le lieu et la date de naissance, les historiques de l’état civil, des résidences principales, de la nationalité, des professions déclarées, des permis de conduire, la qualité d'électeur (pour les étrangers et pour certains condamnés), mais aussi les déclarations relatives aux dernières volontés relatives au choix du mode de sépulture et/ou de rite funéraire ou au prélèvement et à la transplantation d'organes.

## Historique
Après le premier recensement de la population en 1846, un système d’enregistrement est instauré par la création de registres de la population dans chaque commune. Ces registres ont pour but d'améliorer progressivement l’action des administrations communales et de permettre l’établissement des listes d’électeurs comme la perception de taxes.
L'idée d'introduire un registre centralisé de population en Belgique a été proposé par Jules Vandendries, Directeur général aux services du premier ministre.
L’idée du fichier national lui est venue au début des années 1960, en assistant à une conférence donnée par un fonctionnaire suédois sur un projet de registre national envisagé dans son pays. Il imagine alors un fichier national, géré par les communes que celles-ci tiendraient à jour pour chaque citoyen belge, identifié par un numéro national, le fichier contient toutes les informations d'état civil, nom, prénom, date de naissance, mariage, décès, adresses successives, etc. de manière à pouvoir tenir à jour les fichiers des diverses administrations belges.
Sur demande des communes, et en une seule opération, le registre national pourrait leur fournir les listes des naissances, des vaccinations, des enfants en âge d’être scolarisé, des miliciens, électorales, des mariages, des noces d’argent, d’or et de vermeil et pour finir, la liste des décès.
Durant de nombreuses années, il s'est opposé aux gouvernements successifs pour convaincre les responsables politiques de l’intérêt qu'il voyait à un tel fichier et pour convaincre des organismes tels que l’ancêtre de la CNIL en France que ce fichier ne présentait pas de risques pour les libertés individuelles des Belges.
Pendant plusieurs années il se heurte a une vive opposition des décideurs de l'époque :

« Tout cela est très bien, M. Vandendries, mais vous n’avez pas répondu à ma question: dans une boîte on peut mettre mille fiches, pour la population belge il vous faut donc 10.000 boîtes,où allez-vous les loger? »

En 1963, le premier ministre Théo Lefèvre donne son feu vert au projet et débloque un budget d’un million de francs belges (25 000 €) nécessaire au développement d'une étude de faisabilité. Jacques Barthelemy, jeune inspecteur des finances, organisateur et informaticien, est chargé de la mise en œuvre du registre national.
Depuis cette époque, la Belgique est doté d’un système de registres administratifs centralisés.
Jules Vandendries prit sa retraite en 1979. Le registre national passe alors au Ministère de l’Intérieur sous la responsabilité de Jacques Barthélemy qui y devint directeur général.
4 ans après, le 8 août 1983, une loi, présentée par le ministre de l’intérieur, Charles-Ferdinand Nothomb, donne une existence légale à ce Registre national des personnes physiques (L'arrêté royal de pouvoir spéciaux n°141 du 30 décembre 1982 avait précédemment créé une  la banque de données relatives aux membres du personnel du secteur public,). L'arrêté royal du 30 avril 1984 règle la composition et le fonctionnement de la commission consultative de la vie privée.
Le registre national organise les flux verticaux d'information des administrations communales vers celles centrales via le numéro de registre national. En 1982, le Registre national comprend les neuf informations suivantes : nom et prénom, lieu et date de naissance, sexe, nationalité, résidence principale, lieu et date de décès, profession, état civil, composition du ménage ; auxquelles est associé un numéro d'identification (défini par l'AR du 03 avril 1984). Le registre peut servir en outre d'organe de transmission entre les organismes publics et les communes pour d'autres informations qui ne peuvent être conservées au registre et dont la transmission est réglementée.
La loi édicte le principe obligatoire de cette transmission d'information depuis les communes, organise cette communication et consacre le droit des communes à accéder aux informations de base du registre national. Elle édicte aussi le principe de contrôle des données du registre national aux autres administrations: autorités publiques, organismes d’intérêt public, notaires, huissiers, mutuelles. L'application des réglementations est soumise à une commission consultative de protection de la vie privée.

## Accès
Chaque Belge en possession d’une carte d'identité électronique peut avoir accès à son propre dossier au Registre national.
Certaines administrations publiques et certains services, comme ceux de la police, ont accès aux données qu’elles sont habilitées à connaître en vertu d’une loi, d’un décret ou d’une ordonnance, lorsqu’elles disposent d’un numéro d’identification accordé par le Comité sectoriel du Registre national de la Commission pour la Protection de la Vie privée..
Des organismes publics ou privés de droit belge peuvent y trouver les informations nécessaires à l’accomplissement de tâches d'intérêt général qui leur sont confiées par ou en vertu d’une loi, d’un décret ou d’une ordonnance ou de tâches reconnues explicitement comme telles par le Comité sectoriel du Registre national.  Il en va de même pour les personnes physiques ou morales qui agissent en qualité de sous-traitants des autorités publiques belges et des organismes publics ou privés de droit belge sous la responsabilité de ceux-ci. Les notaires et les huissiers de justice y accèdent pour les informations qu’ils sont habilités à connaitre et l’Ordre des pharmaciens pour pouvoir communiquer à ses membres la résidence principale d’un client auquel un médicament dangereux pour la santé aurait été remis ; l’Ordre des barreaux francophones et germanophone et l’Orde van de Vlaamse balies peuvent l’utiliser dans le seul but de communiquer aux avocats les informations dont ils ont besoin en tant qu’auxiliaires de la justice.
Complémentairement au Registre national, il existe par ailleurs un Registre d'attente, enregistrant les informations liées aux demandes d'asile/protection internationale.